# Smilax muscosa
Smilax muscosa là một loài thực vật có hoa trong họ Smilacaceae. Loài này được Toledo miêu tả khoa học đầu tiên năm 1946.